# Freddy Rodriguez
Freddy Rodriguez (17. siječnja 1975.) je američki glumac najpoznatiji po utjelovljenju likova Hectora Federica "Rica" Diaza u HBO-ovoj televizijskoj seriji Dva metra pod zemljom i Ela Wraya u filmu Planet Teror redatelja Roberta Rodrigueza. Jedna od posljednjih poznatih uloga bila mu je ona u popularnoj televizijskoj seriji Ružna Betty u kojoj je glumio Giovannija "Gia" Rossija.

## Rani život
Rodriguez je rođen u Chicagu, država Illinois. Roditelji su mu bili Portorikanci - majka kućanica, a otac domar. Odgojen je kao rimokatolik. U dobi od 13 godina života, Freddy je otkrio kazališni program za gradsku djecu što ga je dovelo do stipendije za Pulaski međunarodnu školu u Chicagu koju je pohađao tijekom osmog razreda osnovne škole. Rodriguez je završio dramski program u srednjoj školi Lincoln Park u Chicagu.

## Karijera
Njegove prve prepoznatljive uloge na filmu dogodile su se sredinom 90-ih godina prošlog stoljeća u filmovima Šetnja u oblacima s Keanuom Reevesom i Giancarlom Gianninijem (glumio je lik Pedra Aragona, Jr.) te u filmu Mrtvi predsjednici s Larenzom Tateom i Chrisom Tuckerom u kojem glumi veterana iz Vijetnama. Također je glumio Ninju u filmu The Pest, zatim antipatičnog sportaša u filmu Can't Hardly Wait, a u televizijskoj seriji Stažist glumio je Carlinog brata Marca. Također je svoj glas posudio u animiranom filmu Teen Titans.
Rodriguez je glumio Federica Diaza u popularnoj HBO-ovoj dramskoj seriji Dva metra pod zemljom tijekom njezinog petogodišnjeg trajanja (2001. – 2005.). Za tu je ulogu dobio dvije nagrade Udruženja holivudskih glumaca za najbolji glumački ansambl u dramskoj seriji (uz još tri nominacije) te nominaciju za prestižnu televizijsku nagradu Emmy u kategoriji najboljeg sporednog glumca (za prve dvije sezone serije).
Rodriguez je u filmu Posejdon iz 2006. godine glumio konobara koji nakratko preživi ogromni val koji je prevrnuo brod. Iste godine u filmu Havoc glumio je opakog dilera droge Hectora. Godinu dana kasnije glumio je lik Reggieja koji vježba samo jednu polovinu svog tijela u filmu Žena u vodi redatelja M. Night Shyamalana. Također je glumio u filmu Harsh Times s Evom Longoriom i Christianom Baleom koji je označio njegovu prvu glavnu ulogu u velikom kino filmu. Nastupio je i u epizodi televizijske serije Hitna služba u kojoj je glumio umirućeg komičara. S Dakotom Fanning glumio je sportaša u filmu Sanjarka: Nadahnuto istinitom pričom.
Osim u filmovima, Rodriguez je nastupio i u glazbenim spotovima pjevača Santane ("Into the Night") i Fergie ("Glamorous"). Također je posudio svoj glas u videoigri Saints Row u kojoj "glumi" Angela Lopeza.
Dana 13. srpnja 2007. godine Rodriguez je dobio ulogu u ABC-jevoj humorističnoj seriji Ružna Betty kao Giovanni Rossi, vlasnik sendvič restorana koji doživi ljubavnu vezu s Betty Suarez (America Ferrera). Svoj debi u seriji ostvario je na početku druge sezone, pojavio se u jednoj epizodi treće sezone te ponovio istu ulogu u posljednjoj, četvrtoj sezoni serije.
U CBS-ovoj televizijskoj seriji CHAOS, Rodriguez je glumio agenta CIA-e Ricka Martineza.

## Vanjske poveznice
- Freddy Rodriguez u internetskoj bazi filmova IMDb-u (engl.)
- Freddy Rodriguez's Official Twitter
- Let Freddy Rodriguez show you around.